# Всесвітній координований час
Всесвітній координований час (англ. Coordinated Universal Time, фр. Temps universel coordonné, UTC, Time Zulu — «час зулу», Z) — стандарт, за яким суспільство регулює годинники й час. Приблизно відповідає сонячному часу на Гринвіцькому меридіані. Запроваджений 1961 року. Відрізняється на цілу кількість секунд від суворо рівномірного атомного часу (TAI) та не більш як на ±0,8 секунди від квазірівномірного всесвітнього часу (UT1).

## Статус
Визначається Міжнародною службою обертання Землі (до 1988 року — Міжнародним бюро часу).
| Наприклад: понеділок, 2025-03-24 T 22:25 UTC |

UTC — це нащадок часу за Гринвічем (GMT), й іноді також помилково називається GMT. Нову назву (UTC) запроваджено, щоб позбутись назви певного місця на Землі в міжнародних стандартах. UTC базується на атомному відліку часу, однак синхронізується з сонячним часом (див. високосна секунда).
Часові пояси навколо земної кулі описуються як додатне або від'ємне зміщення від UTC. 
Однак, UTC не змінюється взимку або влітку. Тому там, де переходять на літній час, зсув відносно UTC змінюється. Київський час більший від UTC на 2 години взимку та на 3 — улітку.

## Метод обчислення UTC

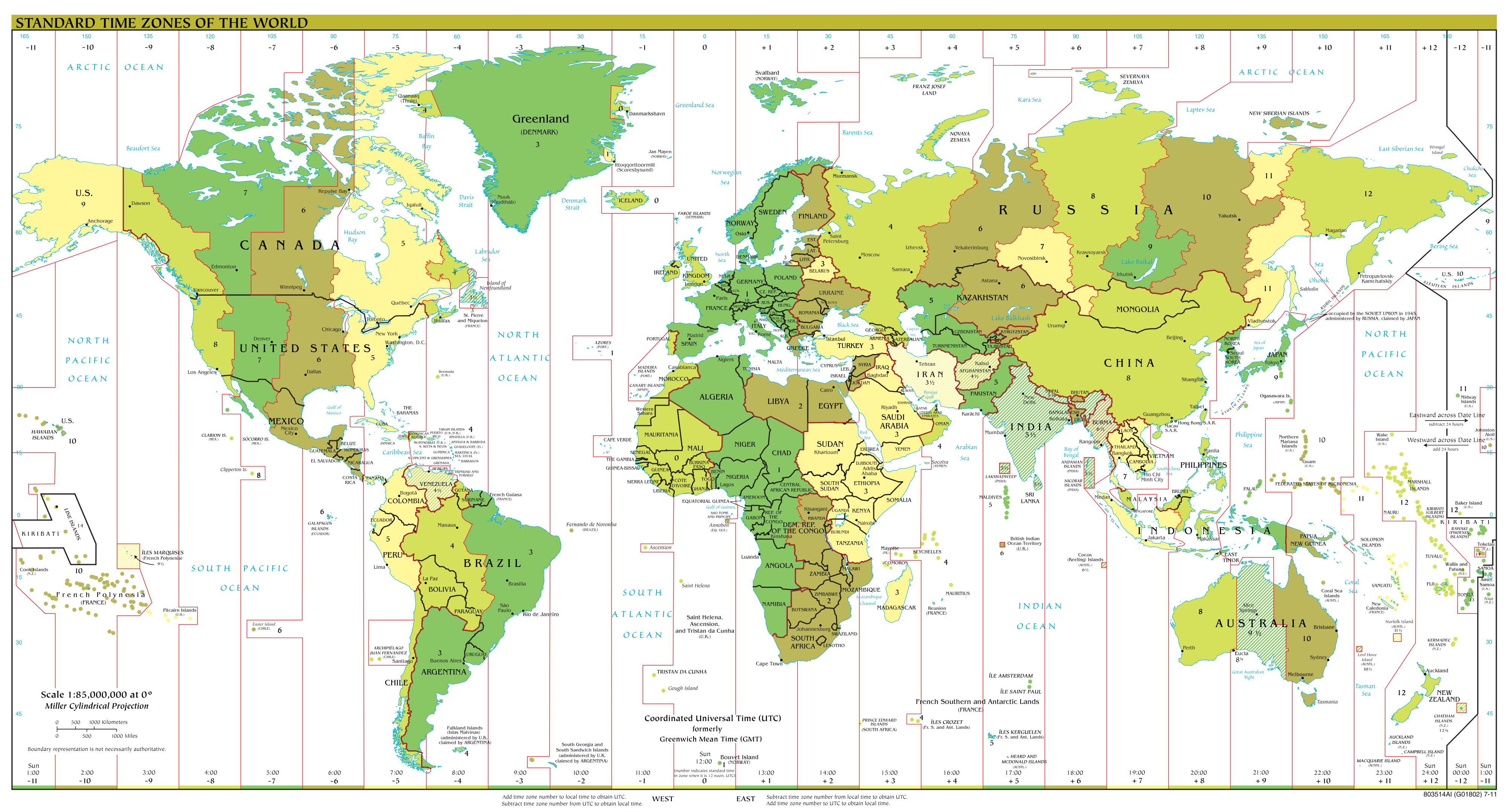
Мапа часових поясів

Всесвітній час UT є сучасною версією середнього часу за Гринвічем, тобто середнього сонячного часу на меридіані Гринвіча. З огляду на нерівномірність обертання Землі Гринвіцький меридіан також обертається нерівномірно. Окрім того, внаслідок безперервного руху осі обертання Землі географічні полюси зсуваються на поверхні планети, а разом з ними змінюють своє розташування й площини справжніх меридіанів. З огляду на ці факти виділяють такі системи виміру часу (визначені 1 січня 1956 року):
- UT0 — час на миттєвому Гринвіцькому меридіані, визначений за миттєвим розташуванням полюсів Землі. Це час, що безпосередньо отримується з астрономічних спостережень добового руху зір;

- UT1 — час на середньому Гринвіцькому меридіані, виправлений з огляду на рух полюсів;

UT1 = UT0 + Δλ,
де Δλ — поправка, яка залежить від координат миттєвого полюсу, що вираховуються відносно середнього полюса;
- UT2 — час, виправлений за сезонною нерівномірністю обертання Землі ΔTs:

UT2 = UT1 + ΔTs.
Шкала спостережуваного всесвітнього часу UT1 нерівномірна й тому незручна для використання у звичайному житті. Для узгодження спостережуваного всесвітнього часу UT1 та суворо рівномірного Міжнародного атомного часу (TAI) з 1961 року запроваджено рівномірно-змінну шкалу часу UTC — всесвітній координований час. Масштаби UTC та ТАІ рівні, а нуль-пункт змінюється стрибком. Між UTC та UT1 накопичується розбіжність, обумовлена, по-перше, нерівномірністю шкали UT1, а по-друге, нерівністю масштабів UT1 та ТАІ (1 атомна секунда не дорівнює точно 1 секунді UT1). Коли розбіжність між UTC та UT1 сягає 0,9 секунди, здійснюється коригування стрибком на 1 с.
Високосна секунда за необхідності має додаватися (або, теоретично, відніматися) перед завершенням останнього дня місяця. Додана секунда позначається 23:59:60. Додавання секунди визначається Міжнародною службою обертання Землі згідно зі спостереженнями за обертанням Землі. Поки що всі зміни (починаючи з першої 1972 року), полягали в додаванні однієї секунди й здійснювалися 30 червня або 31 грудня.
Сигнали точного часу за системою UTC передаються по радіо, телебаченням та в інтернеті.

## Виноски
1. ↑  Всесвітній час // Астрономічний енциклопедичний словник / за заг. ред. І. А. Климишина та А. О. Корсунь. — Львів : Голов. астроном. обсерваторія НАН України : Львів. нац. ун-т ім. Івана Франка, 2003. — С. 87. — ISBN 966-613-263-X.
2. ↑  Міжнародне бюро мір і ваги // Астрономічний енциклопедичний словник / за заг. ред. І. А. Климишина та А. О. Корсунь. — Львів : Голов. астроном. обсерваторія НАН України : Львів. нац. ун-т ім. Івана Франка, 2003. — С. 291. — ISBN 966-613-263-X.
3. ↑  CCIR (1986). CCIR Recommendation 460-4 (PDF). Архів оригіналу (PDF) за 24 вересня 2020. Процитовано 13.10.2014.(англ.)